# Heidesheim am Rhein
Heidesheim am Rhein est une ancienne commune allemande, dans l'arrondissement de Mayence-Bingen, en Rhénanie-Palatinat, dans l'ouest de l'Allemagne.

## Histoire

### Combat d'Heidesheim
En 1692, durant la guerre de la Ligue d'Augsbourg, le maréchal de Lorge, longtemps inactif, passa le Rhin, le 21 septembre, à Hagenbach (entre le Fort-Louis et Philipsbourg), pour s'emparer de Pforzheim. La ville prise, il surprit, aux environs de Heidesheim, un camp de 6 000 cavaliers impériaux, commandés par le prince de Wurtemberg, en tua 900 et en prit 500. Le régiment Colonel-Général cavalerie s'illustra lors de cet engagement.

## Jumelage
- Auxonne (France) depuis 1964
- Egstedt (Allemagne) depuis 1990
- Waltersleben (Allemagne) depuis 1990

## Politique
Distribution des sièges du conseil municipal :
|      | SPD | CDU | GRÜNE | FDP | Linke | FW | BL | BLH | Total     |
| 2014 | 8   | 7   | 2     | 1   | 1     | 1  | 0  | 2   | 22 Sièges |
| 2009 | 5   | 10  | 3     | 1   | 1     | 1  | 1  | –   | 22 Sièges |
| 2004 | 8   | 9   | –     | 2   | –     | 2  | 1  | –   | 22 Sièges |

## Illustrations

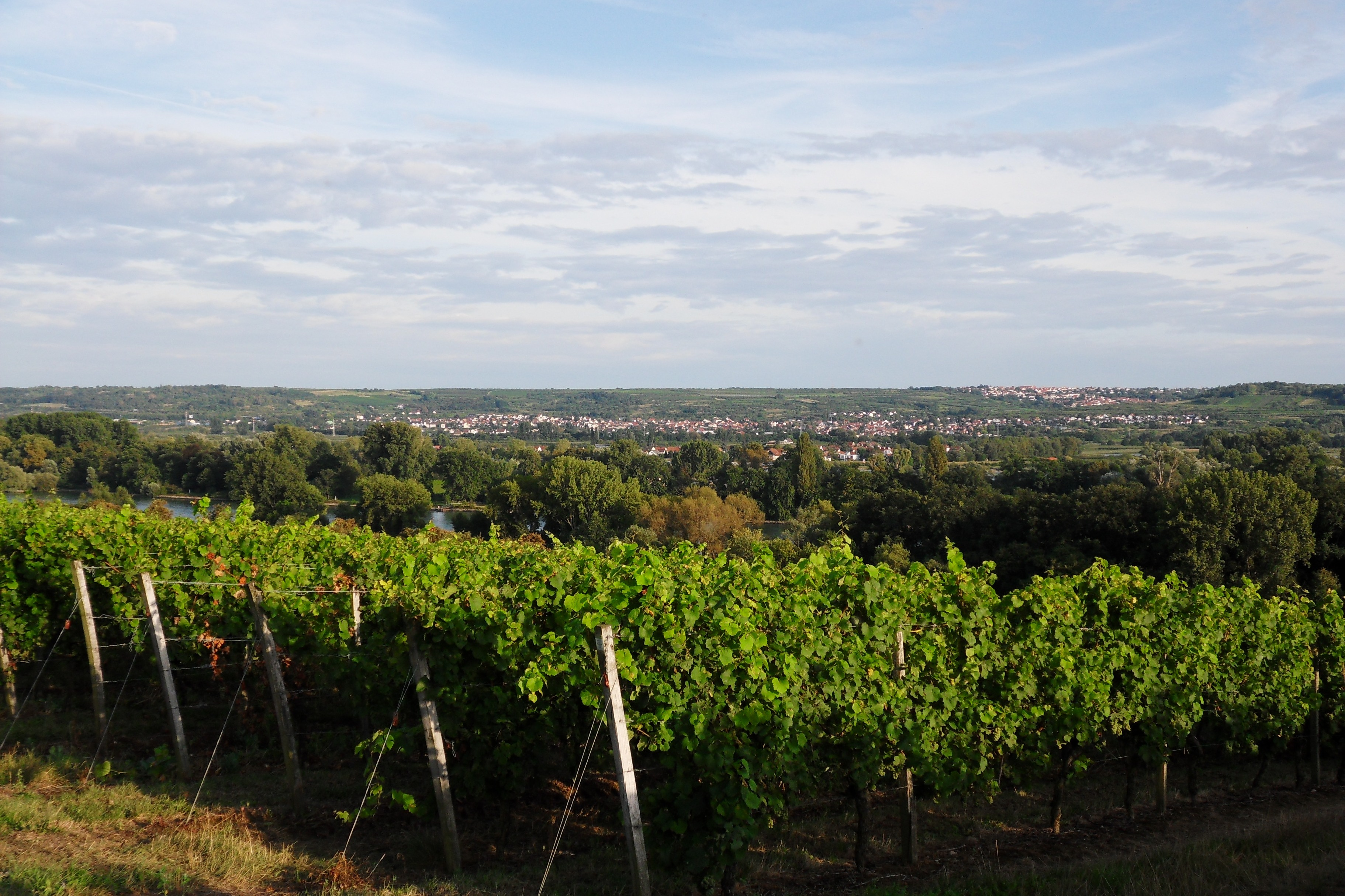
Panorama régional
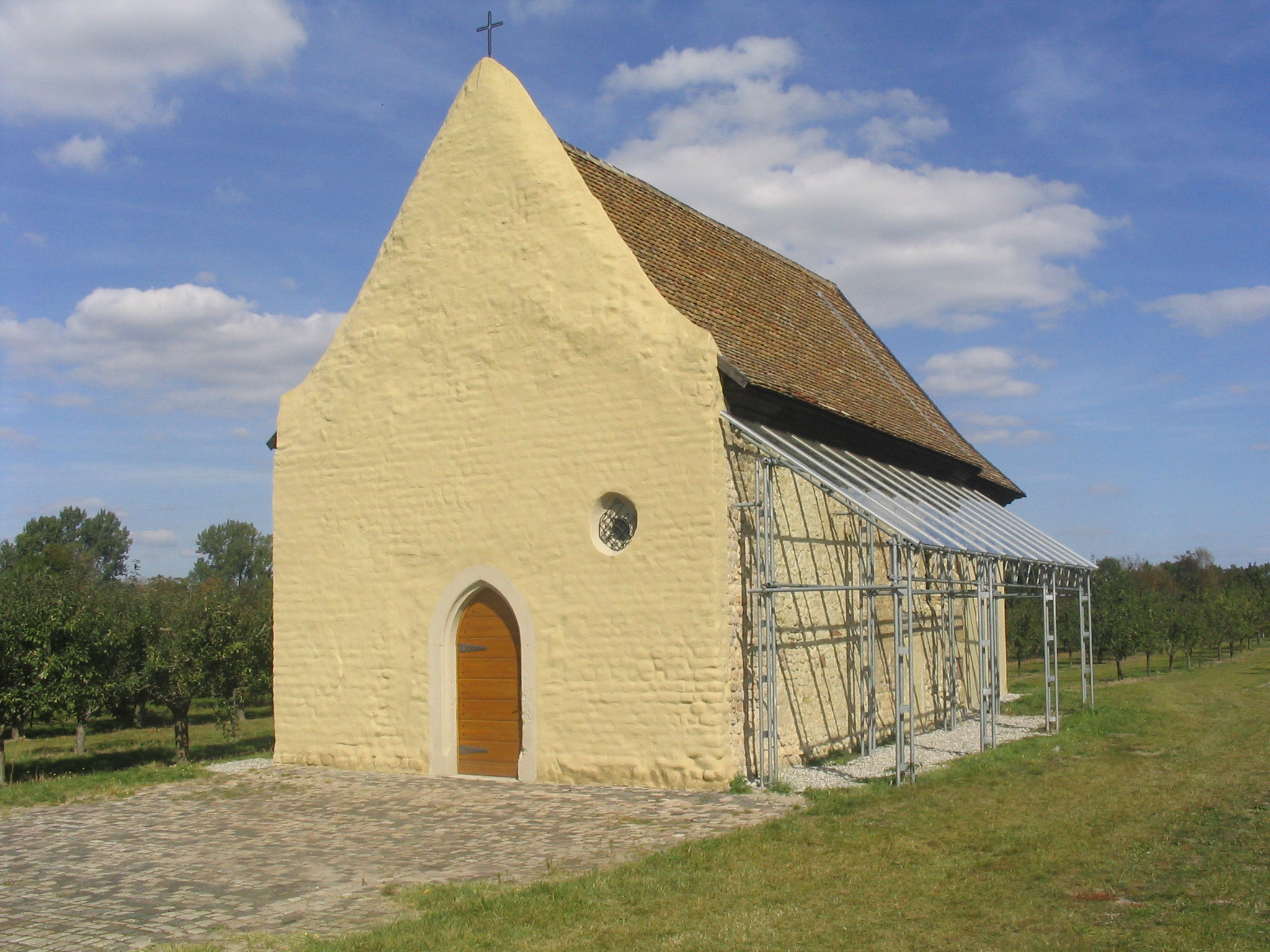
Chapelle St. Georg
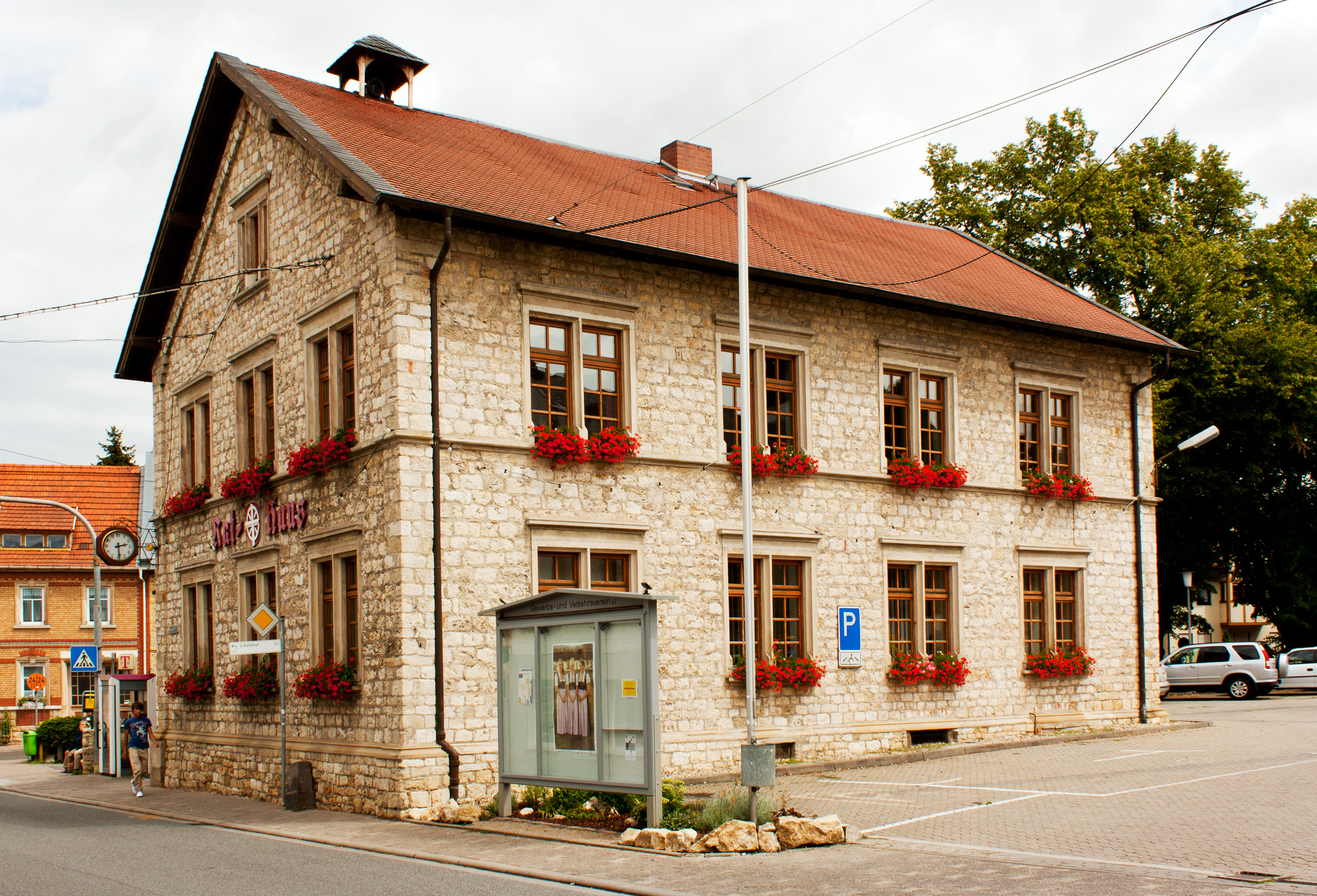
Mairie de Heidesheim am Rhein
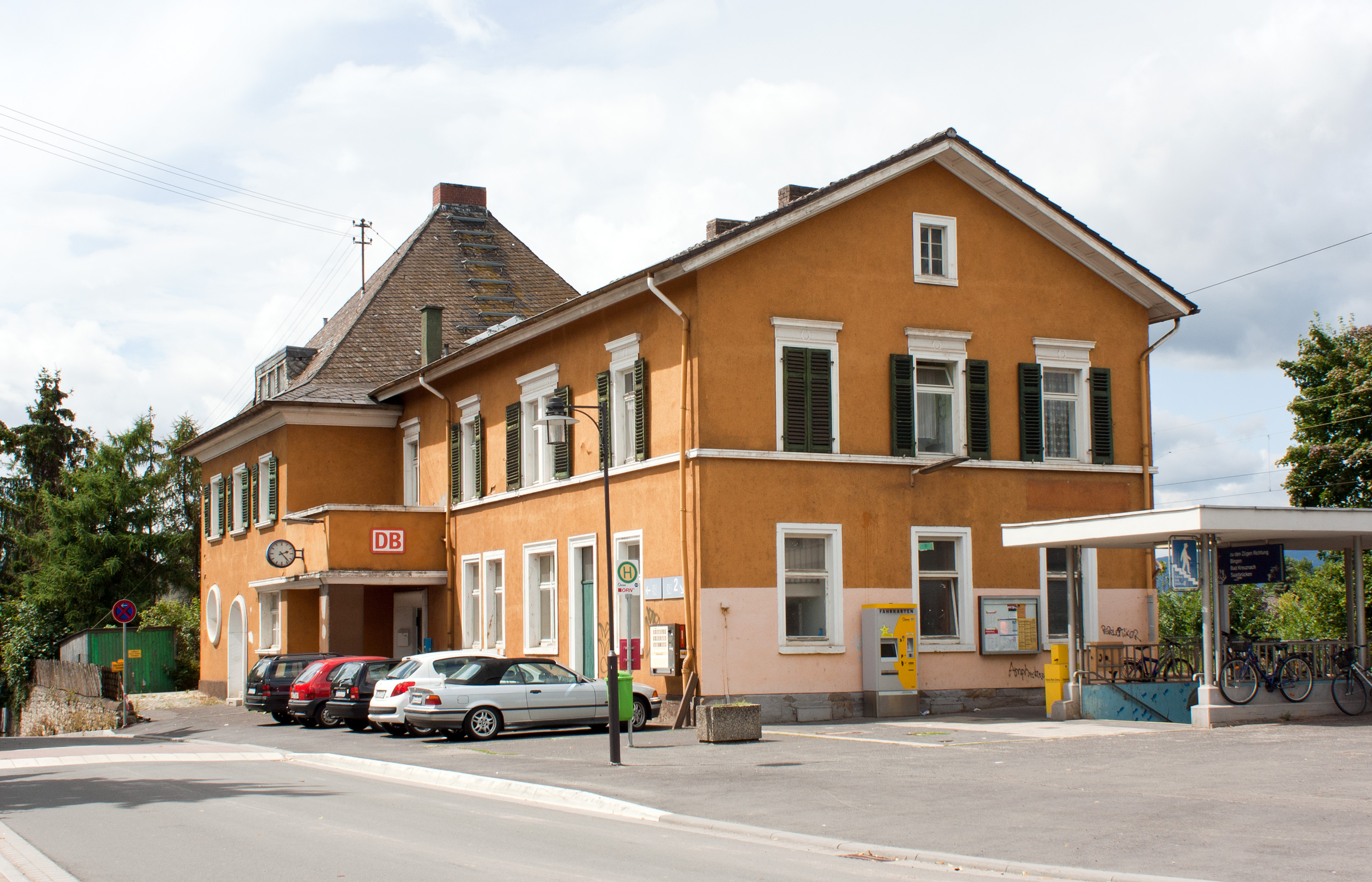
Gare
Localisation de Heidesheim am Rhein dans la Verbandsgemeide et dans l'arrondissement